# Sergio Martino
Pour les articles homonymes, voir Martino.
Sergio Martino (né le 19 juillet 1938 à Rome, en Italie) est un réalisateur, scénariste et producteur de cinéma italien.

## Biographie
Martino est le frère de feu le producteur Luciano Martino (décédé en 2013). Ils ont fréquemment collaboré dans leurs professions respectives. Leur grand-père était le réalisateur Gennaro Righelli.
Il commence sa carrière dans les années 1960 en tant que scénariste et assistant réalisateur, puis débute en 1969 avec le documentaire érotique Tous les vices du monde (it) (1969). En 1970, il travaille sur son premier giallo, L'Étrange Vice de madame Wardh (1971), avec Edwige Fenech dans le rôle principal. Dans ses gialli, Martino dit s'inspirer des Diaboliques (1954) de Henri-Georges Clouzot. Ce premier film est suivi de quatre autres, dont deux avec Fenech, Toutes les couleurs du vice (1972) et Ton vice est une chambre close dont moi seul ai la clé (1972). Il se consacre également à d'autres genres et travaille sur les films Rue de la violence (1973), Mademoiselle cuisses longues (1973), La Montagne du dieu cannibale (1978) et Le Continent des hommes-poissons (1979). Il réalise également deux westerns Arizona se déchaîne (1970) et Mannaja, l'homme à la hache (1977).
Dans les années 1980, il réalise plusieurs films de genre comme le giallo/horreur Crime au cimetière étrusque (1982) et le film post-apocalyptique 2019 après la chute de New York (1983), qui réussit à entrer dans la liste des dix films les plus regardés aux États-Unis, dans lequel il se fait appeler sous les pseudonymes anglophones Christian Plummer et Martin Dolman, ; plus tard, en 1986, il réalise le film d'action Atomic Cyborg (1986), dans lequel il se fait également appeler sous le pseudonyme de Martin Dolman. Pendant le tournage, l'un des acteurs principaux, Claudio Cassinelli, meurt dans un accident d'hélicoptère. Au cours de la même période, il réalise également plusieurs comédies telles que Spaghetti a mezzanotte (1981), Croissants à la crème (1981), Acapulco, prima spiaggia... a sinistra (1983) et L'allenatore nel pallone (1984).
Dans les années 1990, il se consacre sporadiquement au cinéma, réalisant les deux gialli érotiques Femmes de la nuit (1992) et Désir meurtrier (1993), avant de se tourner principalement vers la télévision. En 2008, il revient au cinéma en réalisant L'allenatore nel pallone 2. En 2017, il publie son autobiographie Mille peccati... nessuna virtu?. En 2019, un documentaire est consacré à sa carrière, réalisé par Daniele Ceccarini et Francesco Tassara.

## Filmographie

### Comme réalisateur

#### Au cinéma
- 1969 : Tous les vices du monde (it) (Mille peccati... nessuna virtù) — documentaire
- 1970 : America un giorno — documentaire
- 1970 : L'Amérique à nu (America così nuda, così violenta) — documentaire
- 1970 : Arizona se déchaîne (Arizona si scatenò... e li fece fuori tutti)
- 1971 : L'Étrange Vice de madame Wardh (Strano vizio della Signora Wardh, Lo)
- 1971 : La Queue du scorpion (La coda dello scorpione)
- 1972 : Toutes les couleurs du vice (Tutti i colori del buio)
- 1972 : Ton vice est une chambre close dont moi seul ai la clé (Il tuo vizio è una stanza chiusa e solo io ne ho la chiave)
- 1973 : Mademoiselle cuisses longues (Giovannona coscialunga, disonorata con onore)
- 1973 : Rue de la violence (Milano trema: la polizia vuole giustizia)
- 1973 : Torso (I corpi presentano tracce di violenza carnale)
- 1974 : La bellissima estate
- 1974 : L'Initiatrice (Cugini carnali)
- 1975 : À en crever (Morte sospetta di una minorenne)
- 1975 : L'Accusé (La polizia accusa: il servizio segreto uccide)
- 1975 : Le Parfum du diable (La città gioca d'azzardo)
- 1976 : Sexycon (40 gradi all'ombra del lenzuolo)
- 1976 : Spogliamoci così, senza pudor...
- 1977 : Mannaja, l'homme à la hache (Mannaja)
- 1978 : La Montagne du dieu cannibale (La montagna del dio cannibale)
- 1979 : Week-end à l'italienne (Sabato, domenica e venerdì)
- 1979 : Le Continent des hommes-poissons (L'isola degli uomini pesce)
- 1979 : Le Grand Alligator (Il fiume del grande caimano)
- 1980 : Les Zizis baladeurs (La moglie in vacanza... l'amante in città)
- 1980 : Sucre, Miel et Piment (Zucchero, miele e peperoncino)
- 1981 : Spaghetti a mezzanotte
- 1981 : Croissants à la crème (Cornetti alla crema)
- 1982 : Crime au cimetière étrusque (Assassinio al cimitero etrusco)
- 1982 : Ricchi, ricchissimi... praticamente in mutande
- 1983 : Occhio, malocchio, prezzemolo e finocchio
- 1983 : Se tutto va bene siamo rovinati
- 1983 : Acapulco, prima spiaggia... a sinistra
- 1983 : 2019 après la chute de New York (2019 - Dopo la caduta di New York)
- 1984 : L'allenatore nel pallone
- 1985 : Mezzo destro mezzo sinistro - 2 calciatori senza pallone
- 1986 : Atomic Cyborg (Vendetta dal futuro)
- 1987 : Uppercut Man (Qualcuno pagherà?)
- 1989 : Casablanca Express
- 1990 : Mal d'Africa
- 1990 : Sulle tracce del condor
- 1990 : Rickshaw (American risciò)
- 1992 : Femmes de la nuit (Spiando Marina)
- 1993 : Désir meurtrier (Graffiante desiderio)
- 1999 : Mozart è un assassino

#### A la télévision
- 1986 : Doppio misto
- 1986 : Ferragosto OK (it)
- 1987 : Provare per credere
- 1987 : Une Australienne à Rome (Un Australiana a Roma')
- 1987 : La famiglia Brandacci
- 1988 : Rally (série télévisée)
- 1992 : Un ours nommé Arthur (Un orso chiamato Arturo)
- 1993 : Delitti privati (it) (feuilleton télévisé)
- 1995 : La Reine des hommes-poissons (La regina degli uomini pesce)
- 1997 : Mamma per caso (feuilleton télévisé)
- 1998 : Père et prêtre (Padre papà)
- 1999 : Cornetti al miele
- 1999 : A due passi dal cielo
- 2002 : L'ultimo rigore
- 2004 : Una donna scomoda
- 2008 : L'allenatore nel pallone 2

### Comme scénariste

#### Au cinéma
- 1965 : Les espions meurent à Beyrouth (Le spie uccidono a Beirut) de Luciano Martino
- 1967 : Le Jour de la haine (Per 100.000 dollari t'ammazzo) de Giovanni Fago
- 1969 : Tous les vices du monde (Mille peccati... nessuna virtù)
- 1973 : Torso (I corpi presentano tracce di violenza carnale)
- 1974 : La bellissima estate
- 1974 : L'Initiatrice (Cugini carnali)
- 1975 : L'Accusé (La polizia accusa: il servizio segreto uccide)
- 1975 : À en crever (Morte sospetta di una minorenne)
- 1975 : Le Parfum du diable (La città gioca d'azzardo)
- 1976 : 40 gradi all'ombra del lenzuolo
- 1977 : Mannaja, l'homme à la hache (Mannaja)
- 1978 : La Montagne du dieu cannibale (La montagna del dio cannibale)
- 1979 : Week-end à l'italienne (Sabato, domenica e venerdì)
- 1979 : Le Continent des hommes-poissons (L'isola degli uomini pesce)
- 1979 : Le Grand Alligator (Il fiume del grande caimano)
- 1980 : Les Zizis baladeurs (La moglie in vacanza... l'amante in città)
- 1981 : Spaghetti a mezzanotte
- 1981 : Croissants à la crème (Cornetti alla crema)
- 1982 : Ricchi, ricchissimi... praticamente in mutande
- 1983 : Se tutto va bene siamo rovinati
- 1983 : 2019 après la chute de New York (2019 - Dopo la caduta di New York)
- 1984 : L'allenatore nel pallone
- 1984 : Le Monstre de l'océan rouge (Shark: Rosso nell'oceano)
- 1985 : Mezzo destro, mezzo sinistro
- 1986 : Atomic Cyborg (Vendetta dal futuro)
- 1987 : Qualcuno pagherà?
- 1989 : Casablanca Express
- 1992 : Femmes de la nuit (Spiando Marina)
- 1993 : Désir meurtrier (Graffiante desiderio)
- 1996 : Gratta e vinci
- 1999 : Mozart è un assassino

#### A la télévision
- 1986 : Ferragosto O.K.
- 1992 : Un ours nommé Arthur (Un orso chiamato Arturo)
- 1995 : La Reine des hommes-poissons (La regina degli uomini pesce)
- 1999 : A due passi dal cielo
- 2000 : L'Ultime rêve (L'ultimo sogno)

### Comme producteur
- 1969 : La Bataille d'El Alamein (La battaglia di El Alamein) de Giorgio Ferroni
- 1969 : L'altra faccia del peccato de Marcello Avallone
- 1969 : Si douces, si perverses (Così dolce... così perversa) d'Umberto Lenzi
- 1994 : La ragazza di Cortina de Giancarlo Ferrando (it)
- 2002 : Biuti quin Olivia de Federica Martino